# Heinrich Karl Simon Philip Begemann
Heinrich Karl Simon Philip Begemann (Bodjonegoro 2 juli 1913, - Den Haag, 17 augustus1991), roepnaam Philip, was een Nederlands geotechnisch ingenieur. Hij was de zoon van de waterbouwkundige Simon Hendrik Anton Begemann en een broer van de hoogleraar waterkracht Carel Lodewijk Begemann.

## Jeugd en studie
Hij groeide op in Nederlands-Indië in Bodjonegoro en later in Semarang, waar hij met zijn broer en zusters de H.B.S. doorliep. In 1932 ging hij met zijn broer naar Nederland. Beide broers startten in 1933 hun studie in Delft. Na pensionering van hun vader ging de hele familie in Rijswijk wonen. Hun zus Sofia Wilhelmina woonde daar ook en ging in Delft Chemische Technologie studeren, maar zij studeerde later af als arts in Utrecht.

## Naar Nederlands-Indië
Philip Begemann studeerde in 1939 af. In datzelfde jaar, op 19 oktober, trouwde hij met Sara Cornelia Meijer, en vertrokken zij naar Nederlands-Indië, waar hij een aanstelling kreeg bij de Waterstaat. In november 1941 werd hij daar bevorderd.
In de Tweede Wereldoorlog werd hij geïnterneerd in een Japans kamp.

## Na de oorlog
In 1949 werd hij lector grondmechanica aan de Universiteit van Indonesië en daar (dat is inmiddels weer Hogeschool Bandung) in 1951 docent. Hij werd daar ook hoofd van het laboratorium voor grondmechanica en wegenbouw. Hij begon dan ook aan zijn promotie, waarmee hij in 1954 onder prof ir. N.A. van den Heuvel promoveerde op het proefschrift „Perekata dalam tanah Lempung" (Kleef in Kleigronden)
Hij ging rond 1955 weer terug naar Nederland en ging werken bij het Laboratorium voor Grondmechanica. Hier ontwikkelde hij de continue bodembemonstering verder (in het standaard aquo-begrippensysteem bekend als Begemannboring of Begemann-sampler).

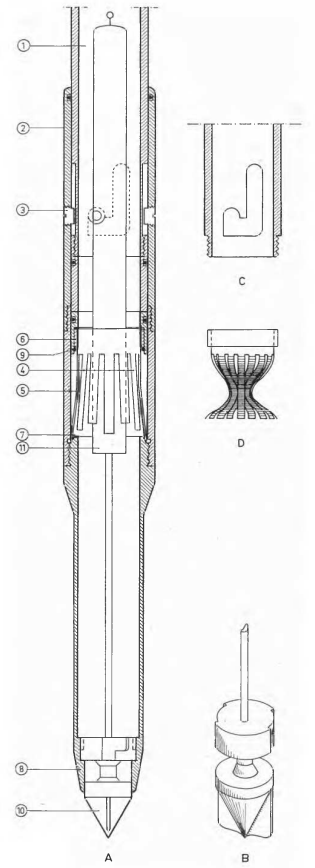
Doorsnede van het apparaat om een begemannboring mee uit te voeren

## Begemann-sampler
Een monstername met een Begemann-sampler (in het Engels vaak continuous soilsampler genaamd) wordt in het in het Nederlands van een begemannboring genoemd. Dit is eigenlijk geen boring maar een monstername met een steekapparaat om meterslange continue grondmonsters te krijgen. Het probleem van kernboormethoden (dus met een draaiende boorkop) is dat het in slappe grond (veen, klei, maar ook zand) vaak niet lukt om een ongeroerd monster van grotere lengte te krijgen. Begemann-sampler is er in een Ø66 mm-variant  en een Ø 29 mm-variant. De grotere versie is geschikt om monsters te steken voor een cel- of een triaxiaalapparaat. Bij dit systeem worden twee buizen tezamen omlaag gedrukt: de buitenbuis (de eigenlijke steekbuis) en de pvc-monsterhouder. Het monster wordt omgeven door een nylon kous, die aanvankelijk in de kop het steekmonster is opgerold en geleidelijk wordt afgestroopt doordat het uiteinde van de kous wordt vastgehouden aan een koord. Er ontstaat ten slotte een continu monster van grote lengte (tot maximaal ongeveer 18 meter), omringd door een nylon kous in een iets wijdere plastic buis. Tussen kous en buis bevindt zich een dunne laag van een zware steunvloeistof.

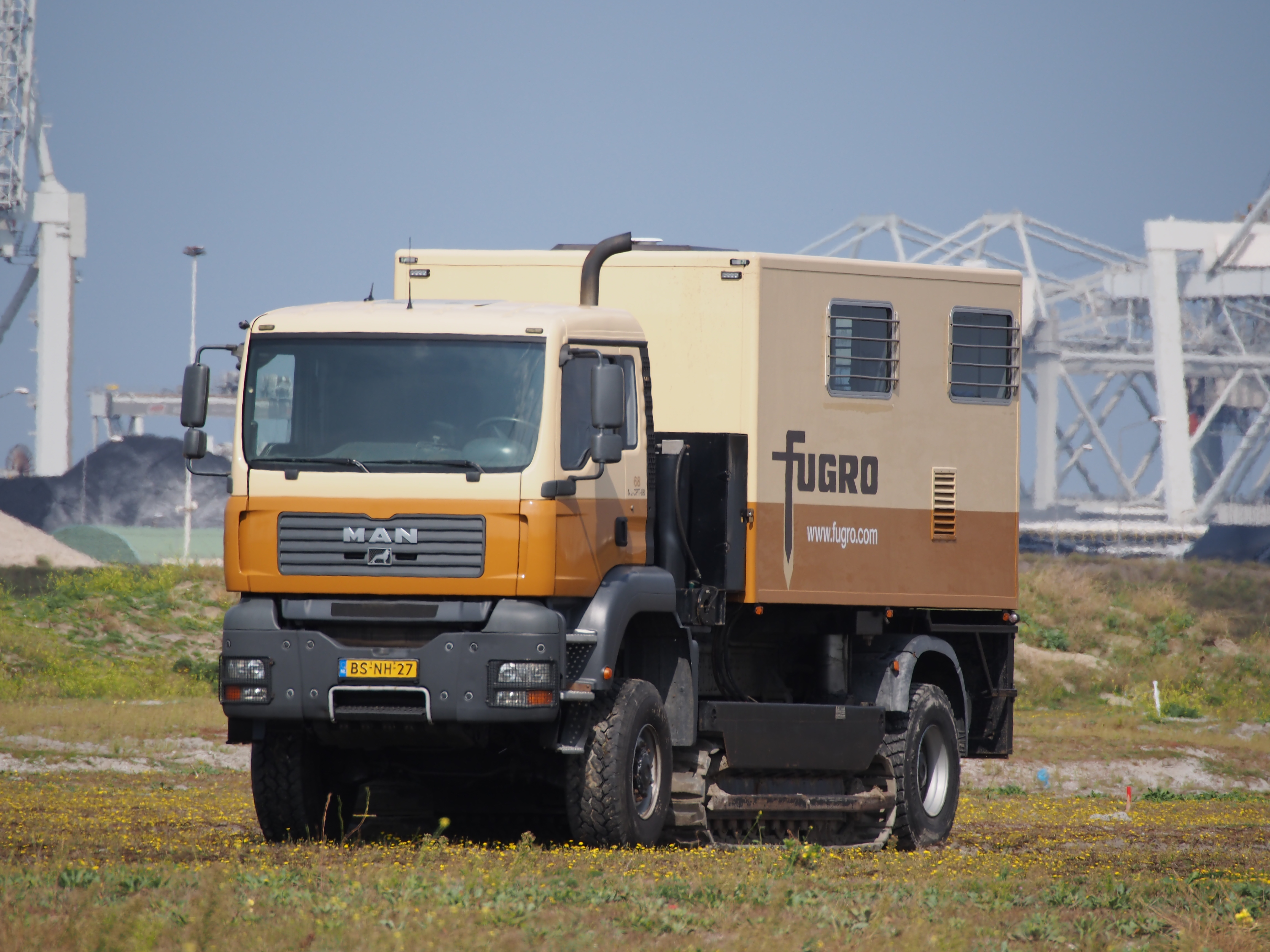
truck voor sondering en sampling met groot eigen gewicht en rupsbanden

De buis wordt de grond in gedrukt; hiervoor is een ankergewicht nodig van ongeveer 15 ton. Veelal wordt daar het gewicht van de sondeerwagen voor gebruikt.
Het continuümmonster wordt tijdens het trekken van het steekapparaat in delen van 1 meter afgesneden. De pvc-monsterhouder wordt aan weerszijden met een dop afgesloten en staand vervoerd. Het materiaal wordt in het laboratorium uitgelegd in lengtes van 1 meter.

## Publicaties
- (1949). Enkele nieuwe toepassingsmogelijkheden bij de behandeling van gronden met gelijkstroom (electrosmose). De Ingenieur in Indonesië  (5)
- (1950). Het laboratorium voor grondmechanica en wegentechmek te Bandung gedurende het ]aar 1949. De Ingenieur in Indonesië  3 (5)
- (1952). Gebruik en ontwikkeling van het Celapparaat hier te lande. De ingenieur in Indonesië  6 (1)
- (en) The 66mm continuous sampling apparatus. Delft Geotechnics (1980).
- (en)  (1974). The Delft continuous soil sampler. Bull. of the int. ass. of engineering geology  10: pag. 35-37
- (en)  (1948). Determination of the bearing capacity of the new combined rigid-flexible runway construction at Schiphol Airport with the aid of loading tests. International Conference on Soil Mechanics and Foundation Engineering (Rotterdam)  2
- (en)  (1969). An open pit storage for 1 million m³ of fuel oil. International Conference on Soil Mechanics and Foundation Engineering (Mexico)  7
- (en)  (1961). A New Method for Taking Samples of Great Length. International Conference on Soil Mechanics and Foundation Engineering (Paris)  5
- (en)  (1969). The Friction Jacket Cone as an Aid in Determining the Soil Profile. International Conference on Soil Mechanics and Foundation Engineering (Montréal)  6
- (en)  (1969). The Maximum Pulling Force on a Single Tension Pile Calculated on the Basis of Results of the Adhesion Jacket Cone. International Conference on Soil Mechanics and Foundation Engineering (Montréal)  6
- (en)  (1973). Alternating loading and pulling tests on steel I—beam piles. International Conference on Soil Mechanics and Foundation Engineering (Moscow)  8
- (en)  (1977). Critical Density of Sand. International Conference on Soil Mechanics and Foundation Engineering (Tokyo)  9
- (en)  (1953). The Influence of a Direct Current Potential on the Adhesion Between Clay and Metal Objects. Laboratory and Full Scale Tests. International Conference on Soil Mechanics and Foundation Engineering (Switzerland)  3
- (en)  (1953). Improved Method of Determining Resistance to Adhesion by Sounding Through a Loose Sleeve Placed Behind the Cone. International Conference on Soil Mechanics and Foundation Engineering (Switzerland)  3
- (fr)  (1961). Fondations sur pieux. International Conference on Soil Mechanics and Foundation Engineering (Paris)  5